# Пероксид магния
Пероксид магния — бинарное неорганическое соединение магния и кислорода с формулой MgO2. Белый порошок.

## Получение
Действием перекиси водорода на гидроксид магния:
{\displaystyle {\mathsf {Mg(OH)_{2}+H_{2}O_{2}\ {\xrightarrow {\ }}\ MgO_{2}+2\ H_{2}O}}}
осадок содержит соединение сложного состава MgO2•3MgO•n H2O.

## Химические свойства
- Медленно разлагается водой

{\displaystyle {\mathsf {MgO_{2}+2\ H_{2}O\ {\xrightarrow {\ }}\ Mg(OH)_{2}+H_{2}O_{2}}}}

## Биологические свойства
Неядовит.

## Применение
В фармакологии используют препарат «Перекись магния» (Magnesii peroxydum), порошок, содержащий магния окиси 85% и магния перекиси 15%. Применяют при диспепсии (расстройствах пищеварения), брожении в желудке и кишечнике, поносе.